# Марченко Надія Іванівна
Надія Іванівна Марченко (9 червня 1928, село Вороньки, тепер Бобровицького району Чернігівської області) — українська радянська діячка, стернярка Київського виробничого об'єднання «Більшовик». Герой Соціалістичної Праці (25.06.1966). Депутат Верховної Ради СРСР 9—10-го скликань.

## Біографія
Народилася в селянській родині. Освіта середня.
У 1946—1948 роках — робітниця радгоспу.
З 1948 року — стернярка Київського заводу «Більшовик» (потім — Київського науково-виробничого об'єднання «Більшовик») міста Києва.
Член КПРС з 1963 року.
Потім — на пенсії в місті Києві.

## Нагороди
- Герой Соціалістичної Праці (25.06.1966)
- орден Леніна (25.06.1966)
- орден Трудового Червоного Прапора (22.07.1982)
- медалі